# Der Todesritt auf dem Riesenrad
Pour plus de détails, voir Fiche technique et Distribution.
Der Todesritt auf dem Riesenrad (en français Le Tour de la mort sur la grande roue) est un film autrichien réalisé par Fritz Freund sorti en 1914.

## Synopsis
Dans un pâté de villas dans le quartier chic de Baden, près de Vienne. Au petit matin, un inconnu descend d'une haute fenêtre, saute par-dessus la clôture du jardin et disparaît dans un véhicule qui attendait devant la propriété. Une femme est au volant et dirige la voiture hors de la ville en direction de Vienne. Il devient vite évident qu’il s’agit d’un couple de cambrioleurs. Le raid d'hier soir a permis aux auteurs de récupérer un collier précieux. Lorsque la scène du crime est inspectée, le détective présent reconnaît immédiatement qu'il ne peut s'agir que de l'écriture du maître cambrioleur recherché, Fred Dolan. Dolan est également devenu un chouchou de la haute société grâce à ses manières raffinées. L'intelligente et séduisante Ellen, sa femme, est toujours à ses côtés. Le détective veut mettre Dolan sous pression, alors il le met sur une liste de personnes recherchées et affiche son portrait dans toute la ville. Il est temps pour Dolan et sa femme de se cacher, alors le maître cambrioleur se déguise. Dans son nouveau costume d'Indien, Fred tente de se faire embaucher par le cirque Romani qui se produit actuellement à Vienne et, avec sa femme comme assistante, se propose comme numéro de fakir.
Le cirque Romani se trouve dans une grave crise financière, dont le maître de piste est en grande partie responsable. Mais la séduisante Ellen Dolan fait les yeux doux au directeur. L'artiste Solange Romani, sa femme, est beaucoup plus sceptique ; elle ne fait pas confiance aux deux nouveaux venus. Le mari de Solange devient toute chose entre les mains de l'assistante du jeune voleur, qui sait en profiter pleinement. Ainsi, l'argent des revenus des performances, que Solange aimerait voir utilisé pour l'allégement de la dette et le paiement de diverses dettes, passe directement des mains de Romani à celles d'Ellen. Elle a à son tour des ennuis avec son propre mari, qui gaspille inutilement son argent au rendez-vous des artistes du cirque. Bientôt, le directeur du cirque voit aussi un peu plus clair, car il croit que derrière le masque du supposé fakir indien il reconnaît Fred Dolan sur les avis de recherche. Avec Solange, il tente d'aller au fond des choses. Solange Romani contacte le détective enquêteur et l'engage comme palefrenier afin qu'il puisse faire la lumière sur le sinistre fakir et sa soi-disant assistante.
Le couple d'escrocs du cirque est un problème pour la sensée Solange, mais la situation financière précaire en est un autre et finalement bien plus important. Un jour, Solange lit un article dans le journal : un millionnaire fou propose un pari de 10 000 $ à quiconque ose monter à cheval sur le toit d'une gondole à passagers sur la grande roue en rotation. Elle élabore un plan pour éliminer rapidement tous ses soucis financiers. C'est ainsi que Solange Romani intervient au dernier moment lorsque son mari souhaite vendre le cheval Marshall en raison de difficultés financières le lendemain matin. Elle en informe le maître de piste, qui pense d'abord que sa femme est folle, mais se rend ensuite compte qu'elle ne fait cela que par amour pour lui et la petite compagnie de cirque. Soudain, il voit sa Solange sous un jour différent et perd soudain son intérêt récemment suscité pour la manipulatrice Ellen.
L’annonce d’une sensation de cirque, le Le Tour de la mort sur la grande roue, attire bientôt les foules en masse. Ellen est également dans le public, mais pour une raison complètement différente. Elle veut saboter la prestation de Solange. Ellen ne pardonne pas à l'artiste de cirque d'avoir reconquis Romani, qu'Ellen avait l'intention de déshabiller jusqu'à sa chemise. Pendant ce temps, le détective n'est pas resté inactif non plus. Il s'est introduit par effraction dans la loge de Dolan et veut l'y arrêter. Mais il ne parvient pas à trouver les bijoux volés lors de la dernière folie de butin de Dolan. Comment peut-il savoir que l'intelligente Ellen l'a désormais déposé ailleurs, à savoir dans la cage des lions, avec les fauves autour, où personne ne peut y accéder aussi rapidement. Le détective arrête Dolan. Mais Ellen se trouve dans le boîtier de commande de la grande roue, depuis laquelle elle prépare un attentat contre la vie de Solange. Elle écarte la manette et arrête la grande roue qui tourne au moment où Solange et son cheval sont sur le toit d'un wagon à la plus haute hauteur possible. Son plan semble fonctionner. Solange Romani et son cheval Marshall deviennent extrêmement nerveux. Mais une fois qu'Ellen ne peut plus bloquer le roue, le chariot redescend lentement. La foule en liesse se déchaîne d'enthousiasme et se rue désormais également vers les représentations à venir. Le cirque est sauvé.

## Fiche technique
- Titre original : Der Todesritt auf dem Riesenrad
- Réalisation : Fritz Freund
- Photographie : Ottmar Ostermayr (de)
- Production : Erich Pommer
- Société de production : Wiener Autoren-Film
- Pays de production :  Autriche-Hongrie
- Langue : allemand
- Format : Noir et blanc - 1,33:1 - 35 mm
- Genre : Policier, Dramatique
- Durée : 1 100 mètres
- Dates de sortie :
  - Hongrie : 22 février 1915.
  - Autriche : 5 mars 1915.

## Distribution
- Solange d'Atalide : Solange Romani
- Georg Kundert : le directeur du cirque Romani
- Camilla Gerzhofer : Ellen Dolan
- Anton Pointner : Fred Dolan
- Hans Leudesdorf : le détective

## Production
Der Todesritt auf dem Riesenrad est tourné dans le studio Eclair à Vienne jusqu'en mai 1914. La scène cruciale avec l'artiste et cavalière Solange d'Attalide, qui donne son titre au film, est probablement tournée au Prater de Vienne fin avril 1914. La réalisation accompagne parfois les performances artistiques : par exemple, pour le plan décisif, il fallut que l'équipement soit dans l'axe de la grande roue.
Le cirque utilisé pour le tournage s'appelait le cirque itinérant Kludsky. L'actrice française Solange d'Atalide, qui était mal orthographiée avec deux «t» dans toutes les annonces de films autrichiens, est une cavalière, artiste et directrice de cirque française. Pour l'expérience difficile du "tour de la mort" sur la grande roue, elle pose comme condition que le cheval fasse d'abord quatre tours sur le toit du wagon de la grande roue en rotation afin qu'il puisse s'habituer à cette situation. Ce n'est que pour le tournage, pour lequel le filet est retiré, qu'elle s'est assise sur le cheval, qui est attaché au toit de la télécabine pour plus de sécurité.
Le film est soumis à la censure en septembre 1914. La première a lieu le 21 octobre 1914 à la Marmorhaus de Berlin. La première viennoise de la pièce en trois actes d'une longueur d'environ 1 100 mètres a lieu le 5 mars 1915 au cinéma Kaiser.